# 그 집 앞 (2011년 영화)
"그 집 앞"(What Did I Do)은 한국에서 제작된 김성환 감독의 2011년 영화이다. 김도형 등이 주연으로 출연하였다.

## 출연

### 주연
- 김도형
- 곽자형
- 정승욱
- 이원장

## 기타
- 프로듀서: 조원장
- 조명: 한민철
- 사운드: 이소현
- 미술: 이규미